# Wilgotnica ostrostożkowata

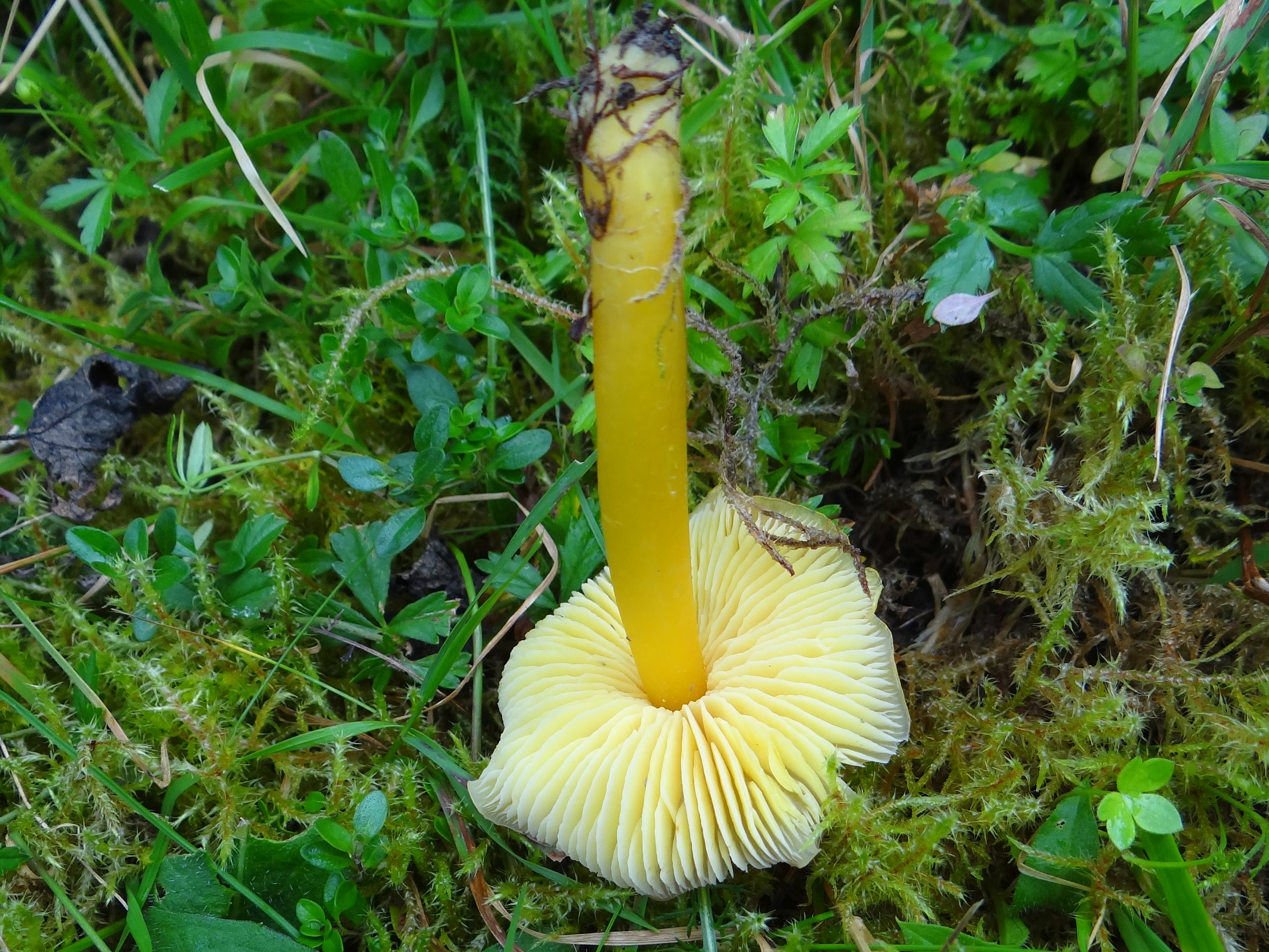
Hymenofor Hygrocybe persistens

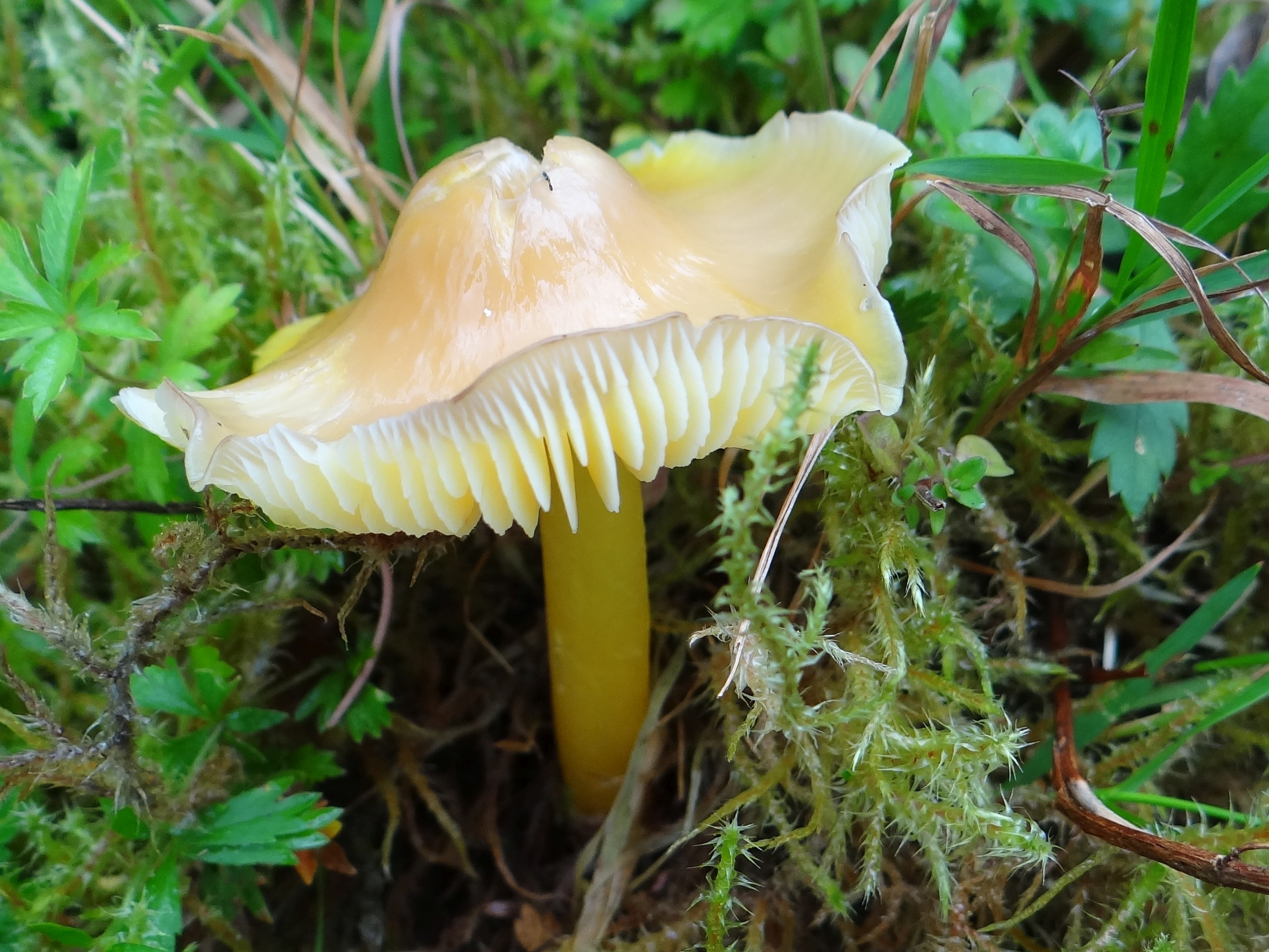

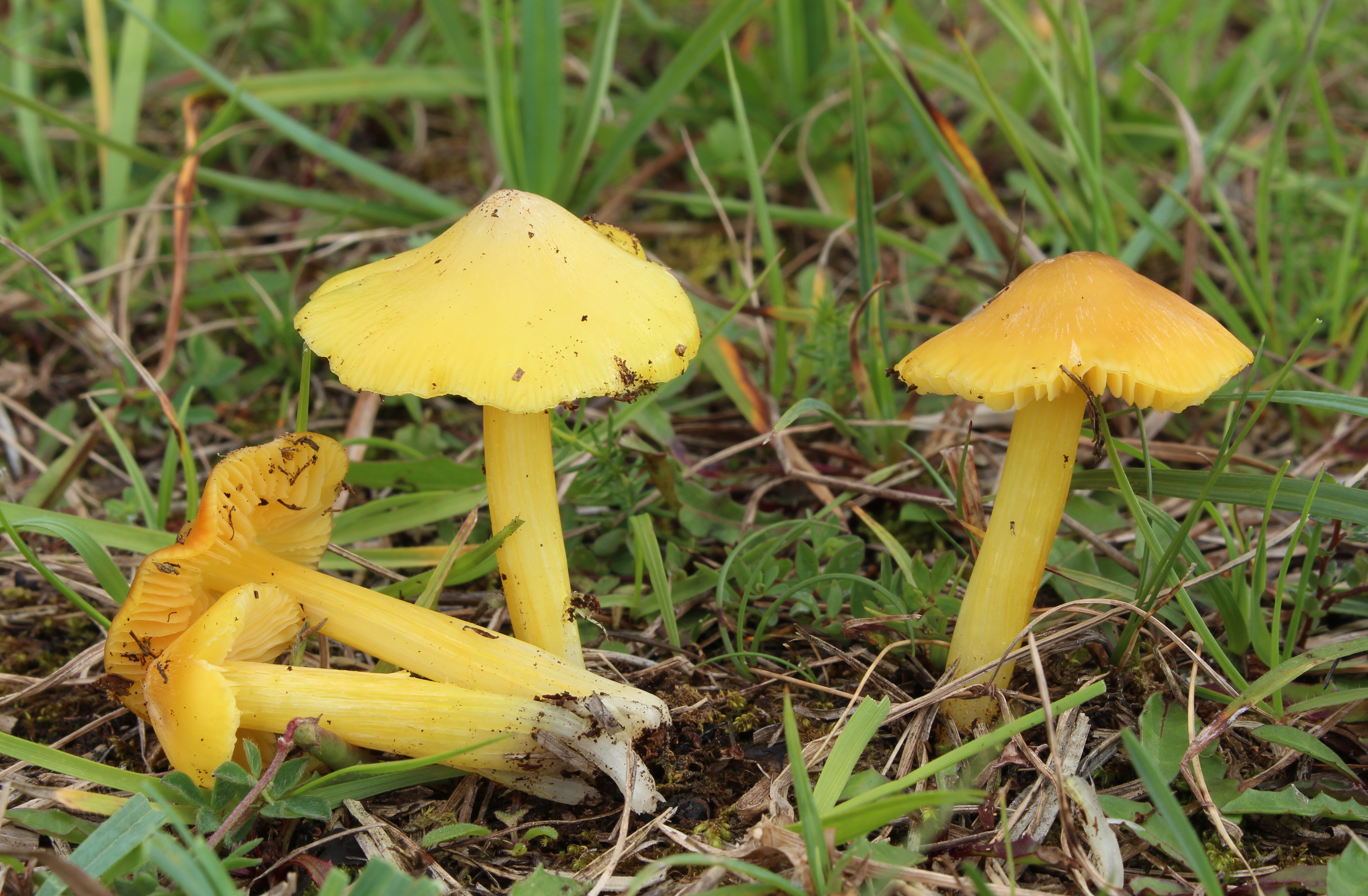

Wilgotnica ostrostożkowata (Hygrocybe acutoconica (Clem.) Singer) – gatunek grzybów z rodziny wodnichowatych (Hygrophoraceae).

## Systematyka i nazewnictwo
Pozycja w klasyfikacji: Hygrocybe, Hygrophoraceae, Agaricales, Agaricomycetidae, Agaricomycetes, Agaricomycotina, Basidiomycota, Fungi.
Po raz pierwszy takson ten zdiagnozował w 1893 r. Clements nadając mu nazwę Mycena cutoconica. Obecną, uznaną przez Index Fungorum nazwę nadał mu w 1951 r. Singer, przenosząc go do rodzaju Hygrocybe.
Synonimów naukowych jest ok. 50. Niektóre z nich:

- Hygrocybe acutoconica var. aurantiolutescens (P.D. Orton) Migl. & Camboni 2001
- Hygrocybe aurantiolutescens P.D. Orton 1969
- Hygrocybe constans J.E. Lange 1923
- Hygrocybe konradii R. Haller Aar. 1955
- Hygrocybe langei Kühner 1927
- Hygrocybe acutoconica var. acutoconica (Clem.) Singer
- Hygrocybe persistens (Britzelm.) Singer 1940
- Hygrocybe persistens (Britzelm.) Singer 1940 var. persistens
- Hygrocybe persistens var. langei (Kühner) Bon 1987
- Hygrocybe subglobispora (P.D. Orton) M.M. Moser
- Hygrophorus acutoconicus (Clem.) A.H. Sm. 1947
- Hygrophorus aurantiolutescens (P.D. Orton) Dennis 1986
- Hygrophorus conicus var. persistens Britzelm. 1890
- Hygrophorus langei (Kühner) A. Pearson 1952
- Hygrophorus persistens Britzelm. 1890
- Hygrophorus rickenii Maire 1930
- Mycena acutoconica Clem. 1893
- Prunulus acutoconicus (Clem.) Murrill 1916

Nazwę polską zaproponował Władysław Wojewoda w 2003 r. (dla synonimu Hygrocybe persistens (Britzelm.) Singer), wcześniej Barbara Gumińska używała nazwy wilgotnica trwała. Dawniej wyróżniane jako odrębne gatunki wilgotnica pomarańczowożółta zwana też wilgotnicą Konrada (Hygrocybe konradii) i wilgotnica kulistozarodnikowa (Hygrocybe subglobispora) to według Index Fungorum synonimy wilgotnicy ostrostożkowatej.

## Morfologia
Kapelusz
Średnicy od 1,5 do 5 cm, młody – ostro stożkowaty, później szeroko stożkowaty, przy brzegu może być płatkowato pofałdowany, u starszych owocników płasko rozpostarty i promieniście popękany, zawsze z wyraźnym garbkiem, w wilgotnych warunkach lepki, w czasie suszy promieniście włóknisty, żółtopomarańczowy, pomarańczowy, czerwonopomarańczowy, brzeg nieprążkowany.
Blaszki
Przy trzonie wolne do bardzo słabo przyrośniętych, o szerokości do 8 mm, w młodych owocnikach jasnożółte, potem łososiowopomarańczowe z żółtym ostrzem, u starych okazów bledną do koloru cytrynowożółtego.
Trzon
Wysokości od 2 do 7 cm, średnicy od 3 do 8 mm, cylindryczny z zaokrągloną podstawą, pusty, niekiedy wzdłuż włókienkowaty, czerwonawy, zabarwiony tak samo jak kapelusz, w podstawie biały.
Miąższ
Barwy kapelusza, w trzonie jasnożółty. Smak i zapach niewyraźne.
Cechy mikroskopowe
Wysyp zarodników biały. Zarodniki eliptyczne, nieamyloidalne, gładkie o rozmiarach 9–12 x 5–7 μm. Podstawki przeważnie 4-zarodnikowe, o długości do około 55 μm. Cystyd brak.

## Występowanie i siedlisko
Wilgotnica ostrostożkowata w Europie jest szeroko rozprzestrzeniona. Występuje także w niektórych rejonach Ameryki Północnej oraz w Japonii i na Półwyspie Koreańskim. W Polsce jest rzadka. Znajduje się na Czerwonej liście roślin i grzybów Polski. Ma status R – potencjalnie zagrożony z powodu ograniczonego zasięgu geograficznego i małych obszarów siedliskowych. Znajduje się na listach gatunków zagrożonych także w Niemczech, Norwegii, Holandii.
W Polsce występuje w rejonach podgórskich i górskich. Rośnie na ziemi, na wilgotnych pastwiskach i łąkach.

## Znaczenie
Saprotrof, grzyb niejadalny.

## Gatunki podobne
Wśród żółtych wilgotnic w Polsce występują: wilgotnica cytrynowozielonawa (Hygrocybe citrinovirens), wilgotnica żółknąca (Hygrocybe chlorophana), wilgotnica czerniejąca (Hygrocybe conica), tzw. wilgotnica papuzia (Gliophorus psittacinus), Hygrocybe russocoriacea.